# 介电陶瓷
介电陶瓷，主要是利用陶瓷的介电性能，也就是由材料中电荷短程分布所引起的性能。
当材料的晶格为分对称的时候，应力可以导致电荷的不对称分布，这种材料就叫做压电材料。当材料的不对称分布（也就是电极子）有两个方向的时候，温度差异也会导致电极子，这种材料就叫做热释电材料。当材料可以产生自发极子的时候，这种材料就叫做铁电材料。

## 外部連結
- 高介電係數陶瓷–有機物複合軟板的開發與應用（页面存档备份，存于）